# Guy II de Dampierre
Pour les articles homonymes, voir Guy de Dampierre (homonymie).
Vous lisez un « bon article » labellisé en 2020.
Guy II de Dampierre, né vers 1155 et mort le 18 janvier 1216 est le fils de Guillaume Ier de Dampierre, seigneur de Dampierre, et d'Ermengarde de Toucy. Il est seigneur de Dampierre, de Saint-Dizier, de Moëslains, de Saint-Just, de Bourbon et de Montluçon, connétable de Champagne et d'Auvergne et vicomte de Troyes à la fin du XIIe siècle et au début du XIIIe siècle.
Il est présent à la cour de Champagne ainsi qu'à la cour de France et fait partie des proches des comtes de Champagne Henri Ier, Henri II et Thibaut III, de la comtesse Blanche de Navarre et du roi Philippe Auguste, de qui il obtient la seigneurie de Montluçon en augment de fief. Par son mariage avec Mathilde Ire de Bourbon, il devient également sire de Bourbon et compte ainsi parmi les plus puissants seigneurs du royaume de France.
Il participe à la troisième croisade et au siège de Saint-Jean-d'Acre, ainsi qu'aux guerres du roi Philippe Auguste contre les Plantagenêt et à la prise de la Normandie. Puis il mate une rébellion du comte d'Auvergne et conquiert cette province. Plus tard, il combat aux côtés du roi lors de la bataille de Bouvines.
Il est le bienfaiteur de plusieurs abbayes et l'un des fondateurs du prieuré d'Epineuseval de l'ordre des Écoliers du Christ.
En 1206, Guy de Dampierre et Mathilde de Bourbon, sa femme, de concert avec le prieur de Souvigny, créent, sur la hauteur de Saint-Bonnet, tout près de Moulins, une ville franche, dont les revenus doivent être versés, par moitié, au prieur et au sire de Bourbon.
Il apporte un soutien sans faille à la comtesse Blanche de Navarre, dont il est l'un des principaux vassaux, au début de la guerre de succession de Champagne.
Il meurt le 18 janvier 1216 et est inhumé en l'abbaye Saint-Laumer à Blois. Ses titres sont alors divisés entre ses enfants. Son fils aîné Archambaud lui succède comme seigneur de Bourbon tandis que son fils puîné Guillaume hérite des seigneuries de Dampierre, de Saint-Dizier et de Moëslains alors que son dernier fils cadet Guy, devient seigneur de Saint-Just.

## Biographie

### Origines
Né vers 1155, Guy de Dampierre est le fils aîné de Guillaume Ier de Dampierre, seigneur de Dampierre, de Saint-Dizier, de Moëslains et de Saint-Just, et d'Ermengarde de Toucy, dame de Champlay, fille d'Ithier III, seigneur de Toucy, et d'Élisabeth de Joigny. Toutefois, certains historiens pensent que la mère de Guy de Dampierre est Ermengarde de Mouchy, fille de Dreux III de Mouchy et d'Edith de Warennes, et qui épouse en secondes noces Dreux IV de Mello, seigneur de Saint-Bris et connétable de France, mais il s'agit certainement d'une erreur.
Par les différentes alliances liées par ses ancêtres, Guy de Dampierre est naturellement l'allié des puissantes familles de Toucy, Joigny, Montlhéry et Baudement. Il est également cousin de celles de Joinville et de Montréal, tandis que ses sœurs ont été unies avec les familles de Montmirail, d'Apremont et de Thourotte.
De plus, les seigneurs de Dampierre possèdent une part importante de la vicomté de Troyes et le père de Guy de Dampierre, Guillaume Ier, a obtenu le titre de connétable, ce qui en fait un des grands-officiers de Champagne les plus importants après le sénéchal.

### Début de carrière

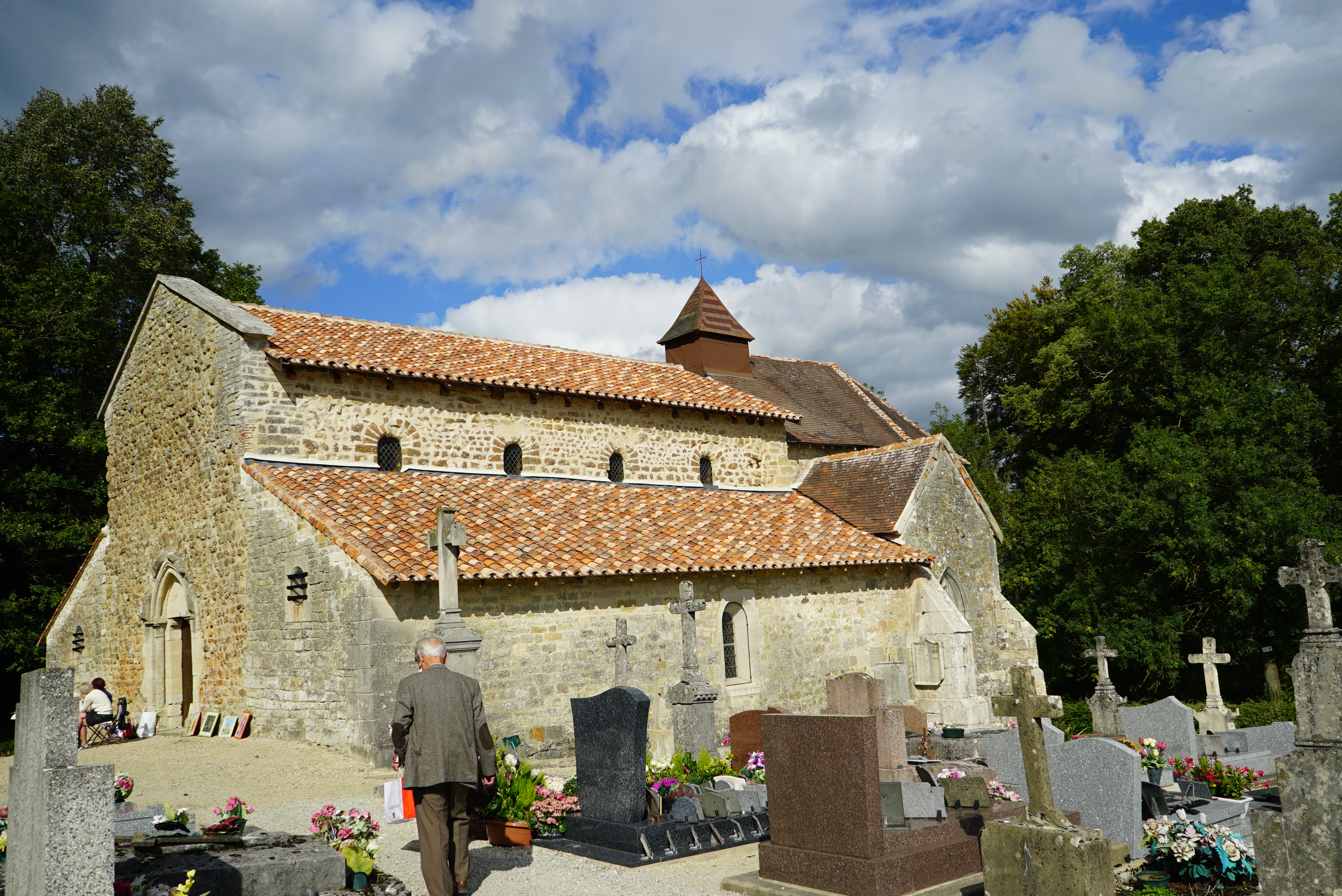
Chapelle castrale de Moëslains dont la nef date de la fin du XIe siècle.

Du vivant de son père, il reçoit en apanage la seigneurie de Moëslains, probablement le fief ancestral de sa famille, et signe dans les chartes avec le nom de Guy de Moëslains. Cette pratique était relativement courante à l'époque et permettait à un fils d'avoir un revenu du vivant de ses parents et d'acquérir l'expérience dans l'administration d'un fief.
Guy de Dampierre semble également avoir été en possession de la vicomté de Troyes avant la mort de son père,.
Puis, vers 1174, à la mort de son père, il hérite des seigneuries de Dampierre, de Saint-Dizier et de Saint-Just, dont il rend hommage au comte de Champagne Henri Ier, dit le Libéral. Il reçoit également le titre de connétable de Champagne que détenait son père,, même si celui-ci n'est pas héréditaire. En effet, ses fils Archambaud et Guillaume, également connétables de Champagne après lui, reconnaissent n'avoir qu'un droit viager dessus.

### Présence à la cour de Champagne
Tout comme son père avant lui, Guy de Dampierre prend régulièrement part à la cour du comte de Champagne Henri Ier, dit le Libéral, ainsi que de ses successeurs Henri II et Thibaut III, puis de la comtesse régente Blanche de Navarre. Il signe comme témoin ou comme caution dans de nombreuses chartes de ces comtes, ce qui prouve la confiance qu'ils lui accordaient et le place parmi les plus puissants seigneurs champenois.
La reconduction du titre de connétable de Champagne, que détenait son père avant lui et qui n'était pas héréditaire, dès le début de son règne atteste également de la probité dont il pouvait jouir auprès de son suzerain.
Aussi, en 1212, il concourt avec les plus autres grands seigneurs champenois à l'ordonnance de Champagne de 1212 de la comtesse Blanche de Navarre sur le règlement de succession des fiefs entre filles en l'absence d'héritier mâle et sur les duels, et fait partie des premiers signataires, preuve de sa place dans la hiérarchie champenoise.
De même, la réputation de Guy de Dampierre dépasse les limites du comté de Champagne puisque dès 1198, il figure en tête des seigneurs champenois qui se portent garants de la fidélité de Thibaut III de Champagne lorsque celui-ci rend hommage au roi Philippe-Auguste.

### Rapports avec le clergé

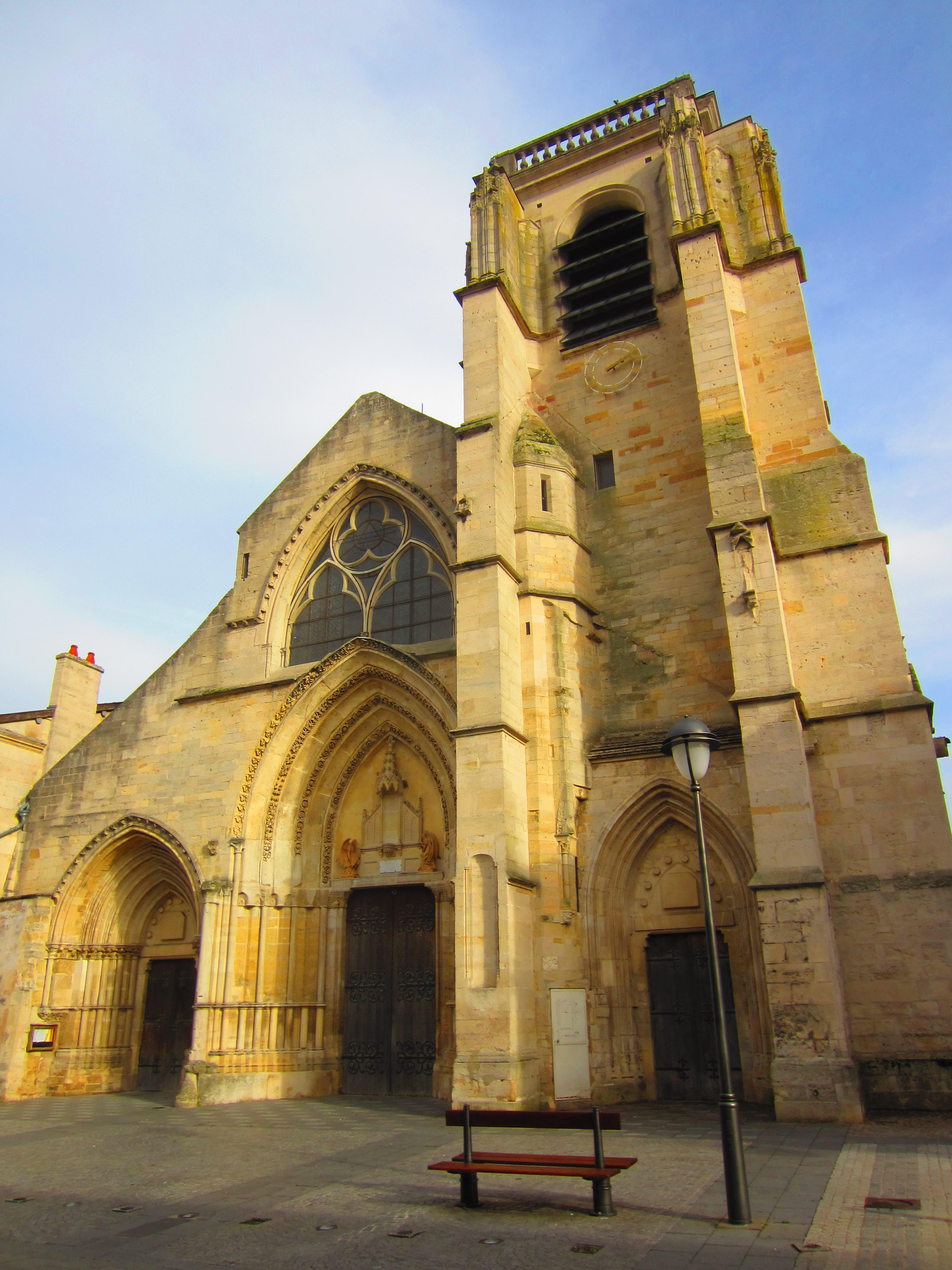
Église Notre-Dame-de-l'Assomption de Saint-Dizier, fondée par Guy de Dampierre en 1208, dont le portail est le dernier élément datant du début du XIIIe siècle.

Dès son accession au pouvoir, Guy de Dampierre entretient de bonnes relations avec le clergé. Il confirme les différents dons de ses ancêtres et confirme les droits des abbayes et autres prieurés dans ses états, notamment l'abbaye de Montier-en-Der par une charte de 1179, ou encore le prieuré Notre-Dame de Perthes dont il fait partie des bienfaiteurs.
Il aide également le clergé séculier de ses domaines par des rentes, comme l'église de Villiers-aux-Bois en 1184, ou encore en 1202, lorsque l'oratoire Saint-Didier de Saint-Dizier devient trop petit, il fait construire l'église Notre-Dame-de-l'Assomption,,.
En 1189, se préparant pour partir en Terre Sainte dans le cadre de la troisième croisade, il effectue plusieurs libéralités envers l'église afin de s'attirer les bonnes grâces divines pour son périple. Ces aumônes consistent en des rentes en vin et en blé accordées aux abbayes de Trois-Fontaines, de Hautefontaine et de Cheminon.
Certaines de ses donations pourraient également s'apparenter à des collaborations avec les moines, comme en 1194 où il fait un don à l'abbaye de la Chapelle-aux-Planches et obtient en échange la jouissance sa vie durant d'une grange à Laval-le-Comte. De même, en 1208, il donne à l'Hôtel-Dieu-le-Comte de Troyes un étal situé dans les Changes. Ce don est très probablement d'une grande valeur à la suite de l'essor sans cesse grandissant des foires de Champagne à cette époque et lui permet sans doute de favoriser ses échanges commerciaux.
Puis vers 1215, il fonde avec Odard d'Aulnay, maréchal de Champagne, sur le territoire de Villiers-aux-Bois le prieuré d'Epineuseval de l'ordre des Écoliers du Christ, ordre naissant de chanoines réguliers fondé par quatre maîtres en théologie de l'université de Paris.
Comme seigneur de Saint-Just, Guy était pair de l’évêché de Troyes (également appelé baron de la crosse) et il dut probablement assister aux sacres des évêques Manassès de Pougy en 1181, Barthélémy de Plancy en 1190, Garnier de Traînel en 1193 et Hervé en 1207.
Malgré sa piété, Guy de Dampierre ne semble pas avoir pris part à la croisade des albigeois.

### Participation à la troisième croisade

Siège de Saint-Jean-d'Acre.

En 1188, le comte de Champagne Henri II décide de prendre part à la troisième croisade à la suite des rois de France et d'Angleterre, et Guy de Dampierre fait partie des nombreux seigneurs champenois qui prennent la même décision.
Toutefois, Guy de Dampierre se lasse d'attendre la fin des préparatifs du comte Henri et des deux monarques et préfère partir à la tête d'un contingent avancé de chevaliers champenois, accompagné de Geoffroy IV de Joinville, Narjot II de Toucy et Raymond de Turenne. Ils arrivent en Terre Sainte en octobre 1189 où ils se joignent au siège de Saint-Jean-d'Acre,
Pendant la suite du siège, lui et ses troupes sont placées entre celles du comte Henri, arrivé le 27 juillet 1190 et dont il est le connétable, et celles du comte de Brienne Érard II, dont le comté est voisin de sa châtellenie de Dampierre. Durant les combats, il se distingue dans les arts de la guerre aux côtés du comte et fait preuve de courage,.
Le 12 juillet 1191, les croisés réussissent à obtenir la reddition de la ville. Après le départ du roi de France Philippe-Auguste, il reste en Terre Sainte et combat ensuite auprès du roi Richard Cœur de Lion et du comte Henri, notamment lors de la bataille d'Arsouf le 7 septembre 1191. Il est présent le 5 mai 1192 lorsque ce dernier est élu roi de Jérusalem et épouse Isabelle de Jérusalem, veuve du précédent roi Conrad de Montferrat assassiné le 28 avril 1192. Il rentre probablement peu après et est présent en Champagne vers la fin de l'année 1192.
Toutefois, un chroniqueur anglais contemporain, Raoul de Diceto, l'a accusé d'avoir reçu de l'argent de la part de Saladin, avec l'évêque de Beauvais Philippe de Dreux, son frère le comte de Dreux Robert, le sénéchal de Bourgogne Anséric IV de Montréal, le landgrave Louis de Thuringe et le comte de Gueldre Otton Ier, afin de retarder l'assaut de la ville de Saint-Jean-d'Acre. Toutefois, cette accusation est probablement fausse car la majorité des chroniqueurs vantent la valeur du sire de Dampierre. De plus, Guy de Dampierre conserve la confiance des chefs de la croisade car il est désigné avec le duc de Bourgogne Hugues III pour aller à Tyr afin de réclamer à Conrad de Montferrat, au nom du roi Richard Cœur de Lion, l'ensemble des captifs sarrasins que lui avait confié le roi Philippe-Auguste avant son départ.
Son nom et ses armes figurent dans la première des salles des Croisades du château de Versailles.

### Union avec la maison de Bourbon

Blason des Bourbon-Dampierre.

Mathilde de Bourbon, fille d'Archambaud de Bourbon († 1169) et d'Alix de Bourgogne († 1209), devient la seule héritière de la seigneurie de Bourbon en 1171 à la mort de son grand-père Archambaud VII de Bourbon.
Vers 1178, elle épouse en premières noces Gaucher IV de Mâcon, seigneur de Salins, dont elle a une fille, Marguerite de Salins. Celle-ci épouse en 1211 Guillaume de Sabran, comte de Forcalquier, puis en 1221 Jocerand IV Gros de Brancion, sire d'Uxelles et de Brancion. Après le retour de la troisième croisade de Gaucher, les relations entre les deux époux se détériorent et un degré de parenté prohibé est alors prétexté pour faire rompre le mariage par le pape Célestin III en mai 1195.
Dès juin 1196, elle épouse en secondes noces Guy de Dampierre, seigneur champenois proche du roi Philippe-Auguste qu'il a aidé contre les Anglais et qui jouit d'une très bonne réputation, notamment après sa participation à la troisième croisade. À partir de cette union, il administre la seigneurie de Bourbon de concert avec sa femme et devient l'égal des plus grands seigneurs français.
Fin 1196, peu après ce mariage, Alix de Bourgogne se retire à l'abbaye de Fontevraud, où elle deviendra abbesse, laissant ainsi le Bourbonnais entre les mains de sa fille et de son gendre qui en retour lui attribue une rente pour sa vie monastique.
La fille de Mathilde et de son premier mari est alors pourvue par avance sur la succession de sa mère par un don de 1200 marcs d'argent, afin qu'elle ne prévale pas sur les enfants que Guy de Dampierre pourra avoir avec Mathilde.
Puis Guy de Dampierre obtient du roi Philippe-Auguste des lettres patentes par lesquelles ce dernier reconnaît n'avoir rien à prétendre sur Souvigny et le Bourbonnais sinon la mouvance féodale,.

### Présence à la cour de France

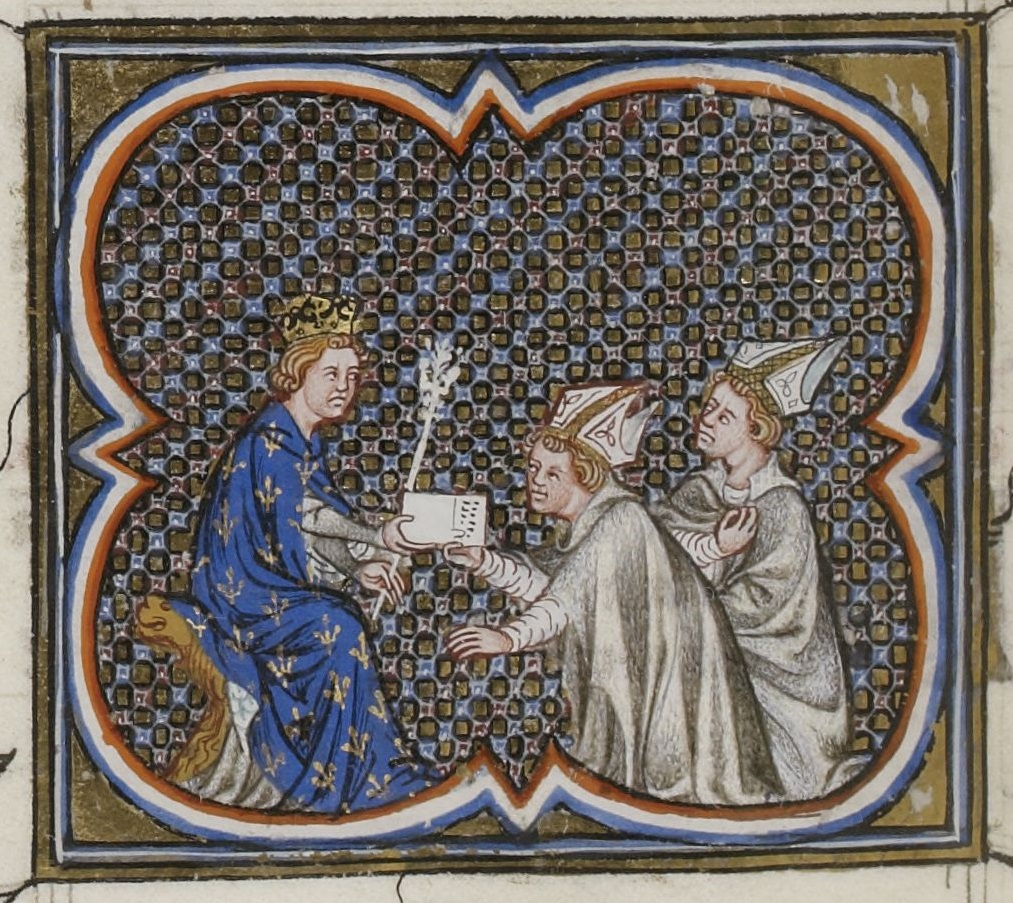
Philippe-Auguste recevant des messagers du pape l'appelant à la croisade (Grandes Chroniques de France de, XIVe siècle).

Après l'avoir plusieurs fois côtoyé en tant que proche des comtes de Champagne et également avoir combattu à ses côtés durant la troisième croisade, Guy de Dampierre est devenu un proche du roi Philippe-Auguste. Ainsi, en 1199, le monarque lui donne en augment de fief la seigneurie de Montluçon. Puis, en 1202, il le reçoit comme vassal lige de la couronne, preuve de la grande considération dont il jouit.
En retour, Guy demeure loyal à son roi et est de ses principaux soutiens. En 1203, alors que Philippe-Auguste avait prononcé la confiscation des biens que possédait le roi d'Angleterre Jean sans Terre et entreprend la conquête de la Normandie et de la Guyenne, le pape Innocent III souhaite imposer la paix entre les deux royaumes et envoie à cet effet en France un légat, que Philippe-Auguste refuse d'écouter, ce qui lui attire des menaces d'excommunication. Afin de soutenir leur souverain, de nombreux hauts barons, dont Guy de Dampierre, bravent la volonté papale et déclarent par écrit qu'« ils ont conseillé au roi de France de ne pas se laisser contraindre par le pape à conclure une paix ou une trêve avec le roi d'Angleterre et qu'ils soutiendraient Philippe-Auguste contre Innocent III dans le cas où ce dernier aurait recours à la violence ou à quelque moyen coercitif ».
Par la suite, Guy de Dampierre continue de jouer un rôle dans le gouvernement de Philippe-Auguste. En 1206, il participe avec la comtesse Blanche de Navarre à une ordonnance royale sur les juifs et sur les taux d’intérêt. Blanche et Guy de Dampierre étaient particulièrement intéressés par ces mesures car ils étaient ceux qui possédaient le plus de juifs sur leurs fiefs en Champagne et que ceux-ci jouaient un rôle financier important dans l'économie, notamment lors des foires de Champagne,. Puis en 1209, il participe à un règlement relatif au partage des fiefs avec Eudes, duc de Bourgogne, Hervé de Donzy, comte de Nevers, Renaud de Dammartin, comte de Boulogne, Gaucher de Châtillon, comte de Saint-Pol et plusieurs autres grands du royaume,.
Guy de Dampierre sert également de représentant du roi qui lui donne pour mission de représenter son autorité lors de la résolution de différents conflits. En 1208, il est envoyé avec le duc de Bourgogne Eudes III résoudre un différend entre l'archevêque de Lyon Renaud de Forez et les bourgeois lyonnais. Il est ensuite envoyé rétablir la paix du roi en Auvergne. Puis, en 1214, il fait partie avec l'évêque de Clermont Robert des arbitres envoyés par le roi afin de rétablir la paix entre le comte de Forez Guigues IV, assisté de son oncle l'archevêque de Lyon Renaud de Forez, et son voisin et parent Guichard V, seigneur de Beaujeu.

### Lutte contre les Anglais

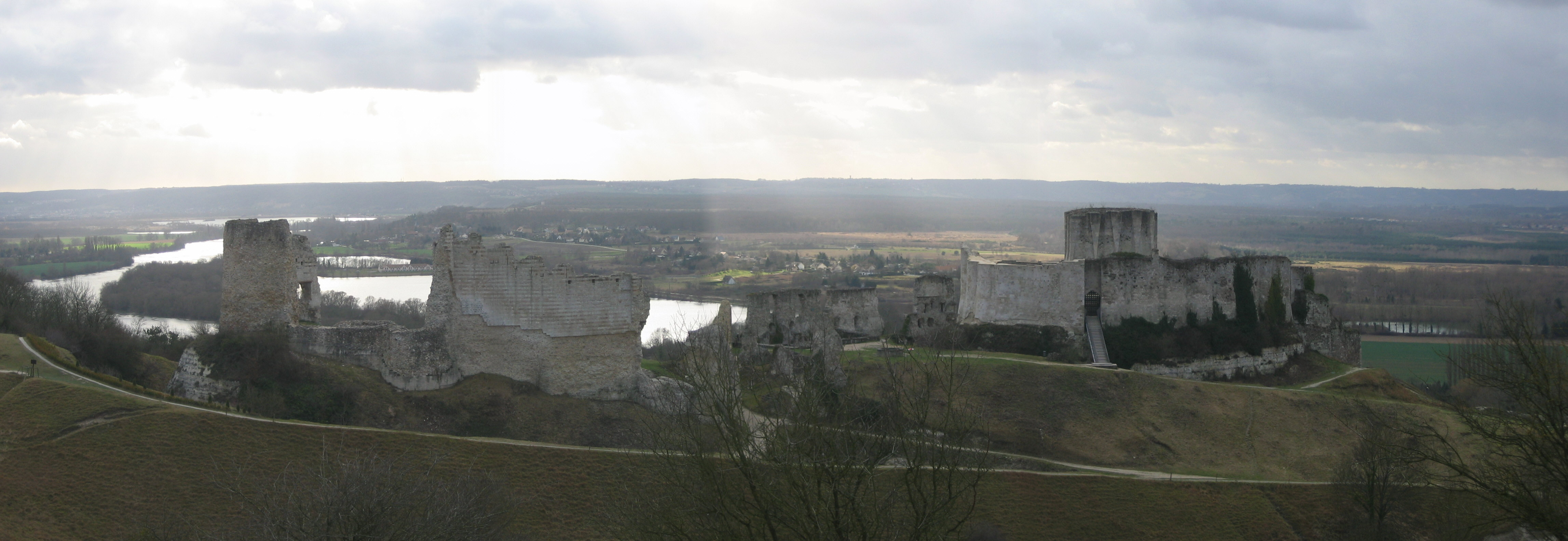
Ruines actuelles de la forteresse de Château Gaillard.

Bien qu'il ait combattu aux côtés du roi d'Angleterre Richard Cœur de Lion durant la troisième croisade pendant que le roi Philippe-Auguste était déjà rentré en France, Guy de Dampierre est resté fidèle à ce dernier lors des guerres qui ont opposé les deux monarques.
Ainsi, le 5 juillet 1194, il est présent à la bataille de Fréteval et combat avec l'arrière-garde qui couvre la fuite du roi de France, avant de quitter la bataille à son tour, évitant ainsi d'y être capturé et rançonné.
Après la mort de Richard Cœur de Lion en 1199, Philippe-Auguste prend le parti d'Arthur de Bretagne contre Jean sans Terre. Guy de Dampierre combat alors aux côtés de son roi lors de la conquête de la Normandie et est présent en 1202 à la bataille de Mirebeau où se trouve la reine-mère anglaise Aliénor d’Aquitaine et lors de laquelle Arthur de Bretagne est fait prisonnier par Jean sans Terre, venu secourir sa mère,.
Guy de Dampierre rejoint ensuite le roi Philippe-Auguste et est présent au siège de Château-Gaillard en 1203, puis il l'accompagne pour la suite de son avancée en Normandie et la prise des villes de Falaise, Caen, Bayeux puis enfin Rouen où une harangue du sire de Dampierre encourage les habitants de la ville à se rendre sans combattre.
Le 1er juin 1204, à l'issue du siège de Rouen, il fait partie des hauts barons français qui signent avec le roi Philippe-Auguste le traité qui assure la reddition de la ville,.
La participation de Guy de Dampierre lors des conquêtes suivantes de Philippe-Auguste en Touraine et dans le Poitou n'est toutefois pas certaine.

### Conquête de l'Auvergne

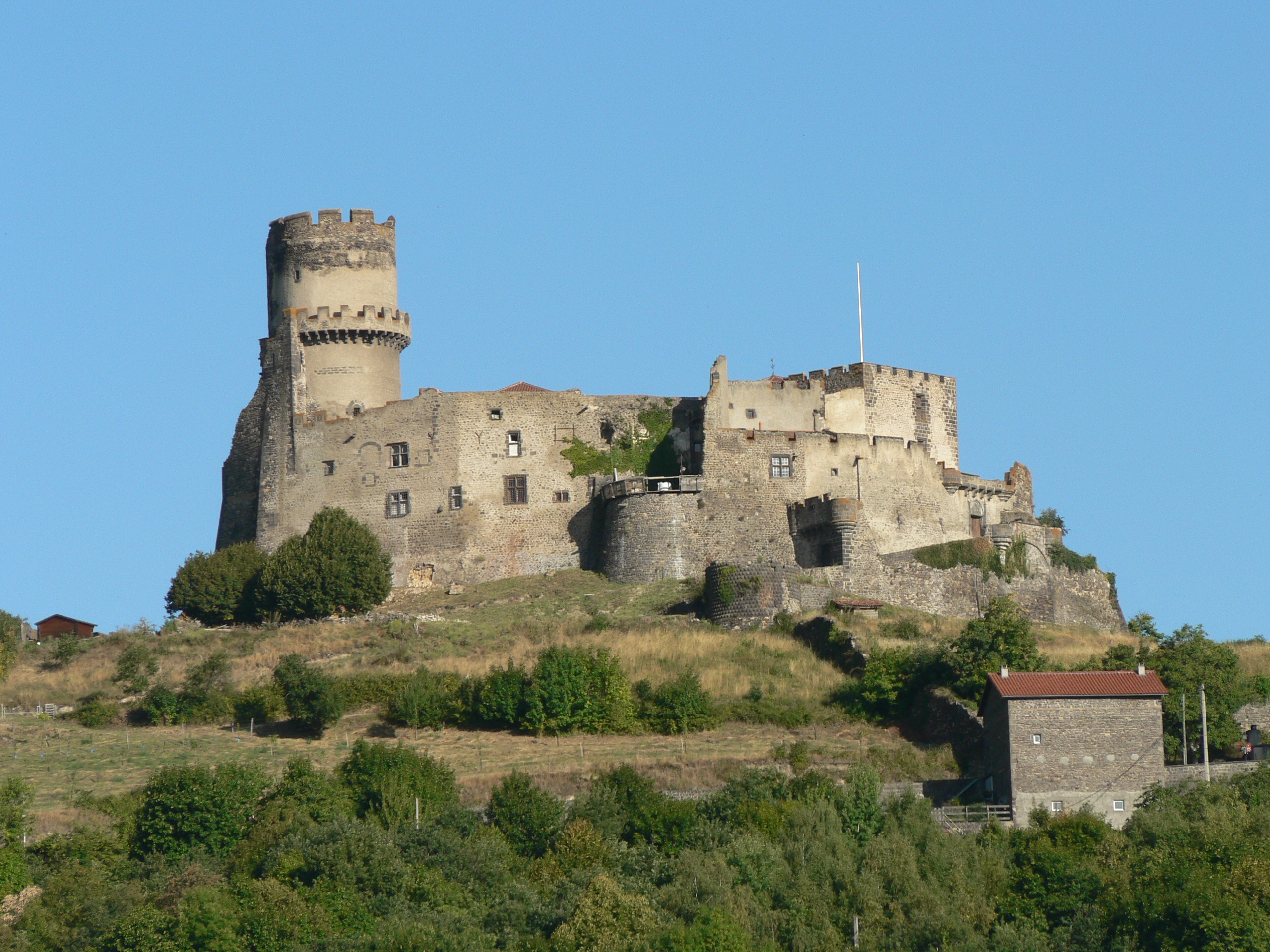
Château de Tournoël, dernière place forte tenue par le comte d'Auvergne.

Au début du XIIIe siècle, l'Auvergne est ravagée par une guerre opposant le comte d'Auvergne Guy II d'Auvergne, allié de l'Angleterre, à son frère l'évêque de Clermont Robert d'Auvergne. En 1210, le comte attaque l'abbaye de Mozac ainsi que le prieuré de Marsat et fait prisonnier son frère, ce qui oblige le roi Philippe-Auguste à réagir. Il utilise ces attaques comme prétexte pour légitimer l'annexion de l'Auvergne et y envoie une armée pour la conquérir, menée par Guy de Dampierre accompagné de l'archevêque de Lyon Renaud de Forez et du chef de routiers Lambert Cadoc.
La campagne dure trois années et Guy de Dampierre soumet alors plus de cent-vingt places fortes, que le roi place sous sa garde.
Guy d'Auvergne se réfugie alors dans la ville de Riom où l'armée française l'assiège. Il est ainsi obligé de capituler rapidement et est fait prisonnier.
L'armée française fait alors route vers le château de Tournoël, dernière forteresse auvergnate, dont la défense est organisée par Gualeran de Corbelles et où est présent Guillaume d'Auvergne, fils du comte Guy, alors âgé de 18 ans. Après un long siège et à la suite d'une sortie ratée des Auvergnats, Guy de Dampierre et l'armée française prennent la citadelle en décembre 1213, ce qui marque l'annexion des terres d'Auvergne au domaine royal de France.
À l'issue de ce siège, le 12 décembre 1213, Guy de Dampierre adresse au roi de France un inventaire du château de Tournoël.
Guy de Dampierre est alors nommé connétable d'Auvergne par le roi et administre pour lui une partie du comté d'Auvergne.

### Rôle dans la guerre de succession de Champagne

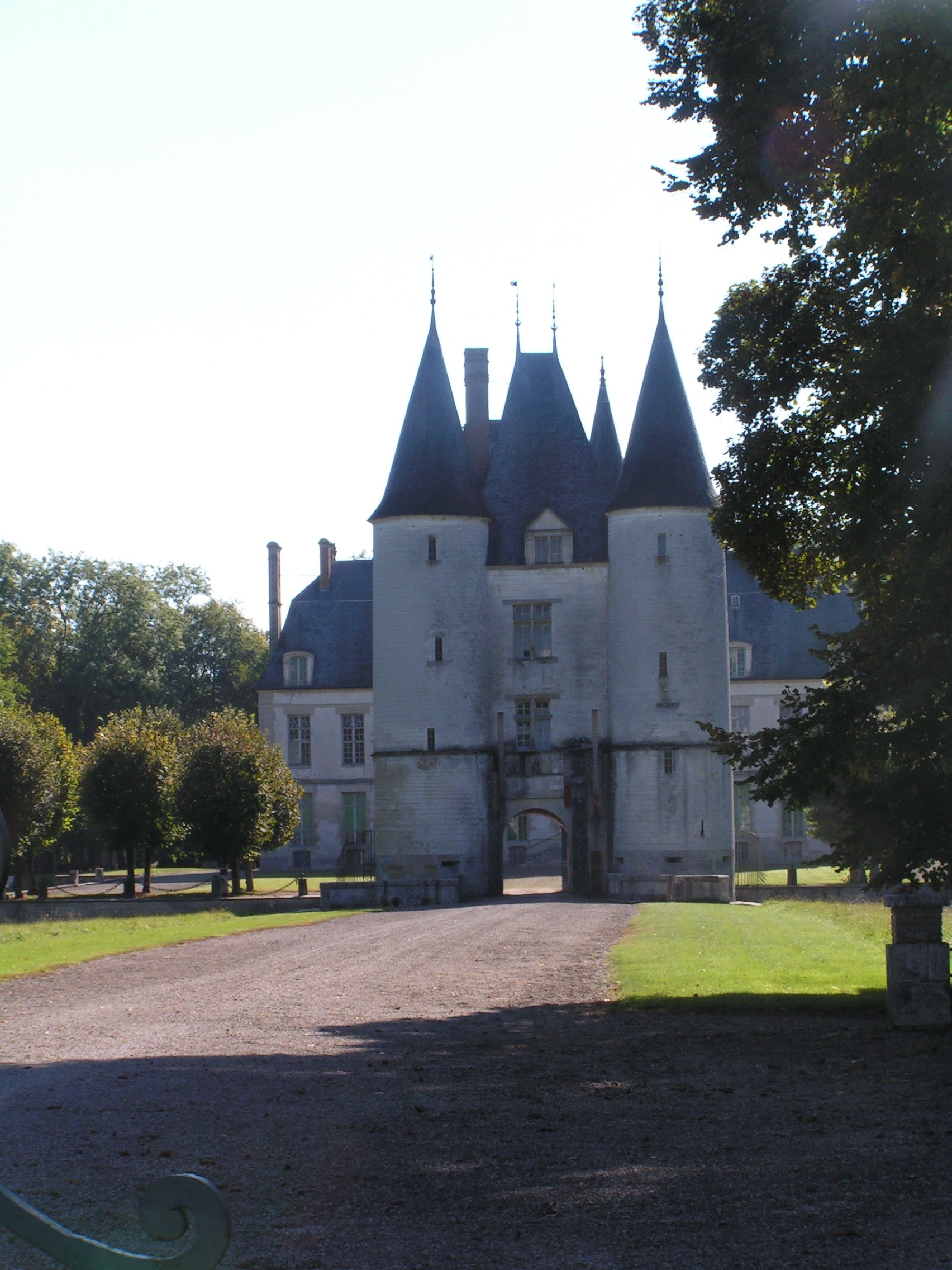
Château de Dampierre, dont il ne reste de la forteresse médiévale que quelques fossés et le bastion, reconstruit au XVe siècle.

Le 10 septembre 1197, le comte Henri, également roi de Jérusalem, meurt accidentellement et est alors remplacé au comté de Champagne par son frère puîné Thibaut III de Champagne. De son union avec Isabelle de Jérusalem, il laisse trois filles qui restent à Saint-Jean-d'Acre auprès de leur mère. Le 24 mai 1201, le comte Thibaut décède à son tour et la régence est attribuée à sa veuve Blanche de Navarre jusqu'à la majorité de leur fils dont elle est alors enceinte, le futur Thibaut IV de Champagne. Toutefois, Blanche, qui craint que les filles d'Henri II revendiquent des droits sur le comté de Champagne aux dépens de ses enfants, se dépêche de se rendre à Sens où se trouve le roi Philippe-Auguste afin de lui rendre hommage et de se mettre ainsi sous sa protection. Elle lui promet en plus de ne pas se remarier sans sa permission et de lui remettre sa fille ainsi que l'enfant à naître. Guy de Dampierre ainsi que d'autres seigneurs champenois se portent alors caution pour la comtesse auprès du roi.
En 1213, un chevalier Champenois, Érard de Brienne, seigneur de Ramerupt, projette d'épouser une des filles d'Henri II qui résident alors en Terre Sainte. Il en demande alors la permission au roi Philippe-Auguste qui lui répond que si ce n'est pas lui qui prononcera ce mariage, car en dehors de sa juridiction, il ne sera pas non plus celui qui s'y opposera. Érard décide donc de prendre la croix et de se rendre en Palestine afin de demander à son cousin Jean de Brienne, nouveau roi de Jérusalem et tuteur des filles d'Henri II, la permission d'épouser l'une d'entre elles. Blanche est néanmoins informée de cette discussion à la cour du roi de France et envoie Guy de Dampierre auprès d'Érard de Brienne afin de le persuader de renoncer à ses ambitions et de lui rappeler qu'un vassal ne peut pas nuire aux intérêts de sa suzeraine sans manquer à ses engagements. Les négociations échouent et Érard de Brienne part finalement pour Saint-Jean-d'Acre et épouse Philippa de Champagne, la plus jeune des filles d'Henri II, et rentre en Champagne pour revendiquer le comté au nom de son épouse, ce qui provoque la guerre de succession de Champagne.
Blanche tente ensuite de faire invalider le mariage d'Henri II avec Isabelle de Jérusalem, arguant du fait que son premier mari Onfroy de Toron était toujours vivant au moment de cette union et qu'ils n'étaient pas séparés, ce qui fait des filles d'Henri II des bâtardes. Blanche assure également qu'avant de partir pour la troisième croisade, Henri II avait fait jurer à ses barons de reconnaître son frère puîné Thibaut comme successeur dans le cas où il ne reviendrait pas vivant. Lors de l'enquête menée par un légat du pape en octobre 1213, Guy de Dampierre fait partie des seigneurs qui jurent de l’authenticité des dires de la comtesse, étant présent pour la grande partie de ces événements auprès du comte Henri.
En novembre 1213, Blanche renouvelle son allégeance à Philippe-Auguste et promet qu'elle et son fils feront toujours bons et loyaux services envers lui. Guy de Dampierre et d'autres seigneurs champenois se portent caution pour la comtesse auprès du roi et s'engagent à lui verser une importante somme si la promesse n'est pas respectée.
Guy de Dampierre ne joue donc plus de rôle lors de ce conflit, mais sa présence et son soutien permanent pour les comtes Henri II et Thibaut III puis la comtesse Blanche prouvent qu'il fait partie des plus importants vassaux du comté. Il décède au début de l'année 1216.

### Bataille de Bouvines

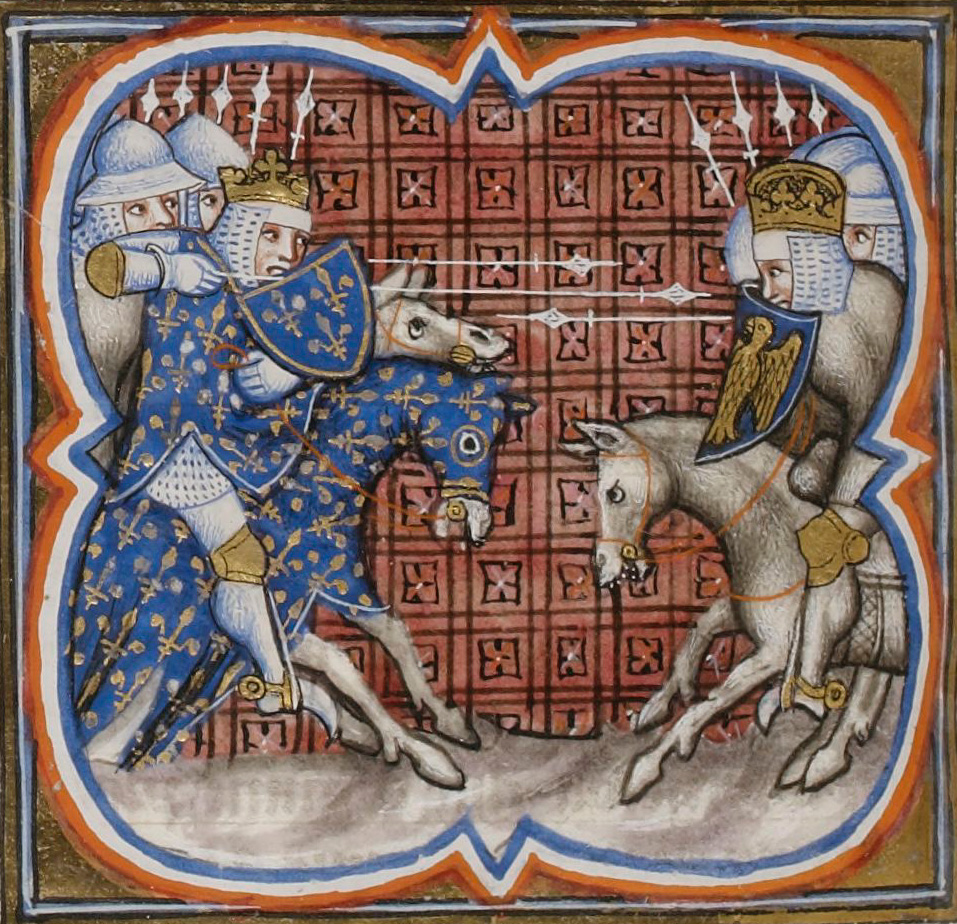
Philippe-Auguste et ses chevaliers attaquant l’empereur Otton IV (empereur du Saint-Empire) dans une illustration du XIVe siècle.

En 1214, une coalition composée notamment du royaume d'Angleterre, du Saint Empire Germanique et du comté de Flandre s'attaque à la France. L'armée française menée par Philippe-Auguste en personne se porte à sa rencontre et les deux camps s'affrontent le dimanche 27 juillet 1214 près de Bouvines. Guy de Dampierre y combat aux côtés de son roi, en tant que vassal et connétable de Champagne, et y prend une part importante. Puis, le 18 septembre 1214, après la victoire française, il fait partie des hauts barons français qui se portent garant de la trêve signée entre le roi Philippe-Auguste et le roi anglais Jean sans Terre.
Il est notamment cité par Guillaume le Breton, chroniqueur du roi Philippe-Auguste, dans le neuvième chant de La Philippide.
Certains historiens du XIXe siècle indiquent que Guy de Dampierre aurait sauvé le roi Philippe-Auguste, qui était désarçonné et allait périr des mains de l'empereur Otton IV en personne lorsque Guy se fraya un chemin jusqu'à lui pour le sauver, mais ces faits sont certainement romancés.

### Fin de vie
Guy II de Dampierre décède le 18 janvier 1216 et est inhumé en l'abbaye Saint-Laumer à Blois. Son épouse Mathilde de Bourbon lui survit quelques années et décède à son tour le 20 juin 1218 à Montlaux.

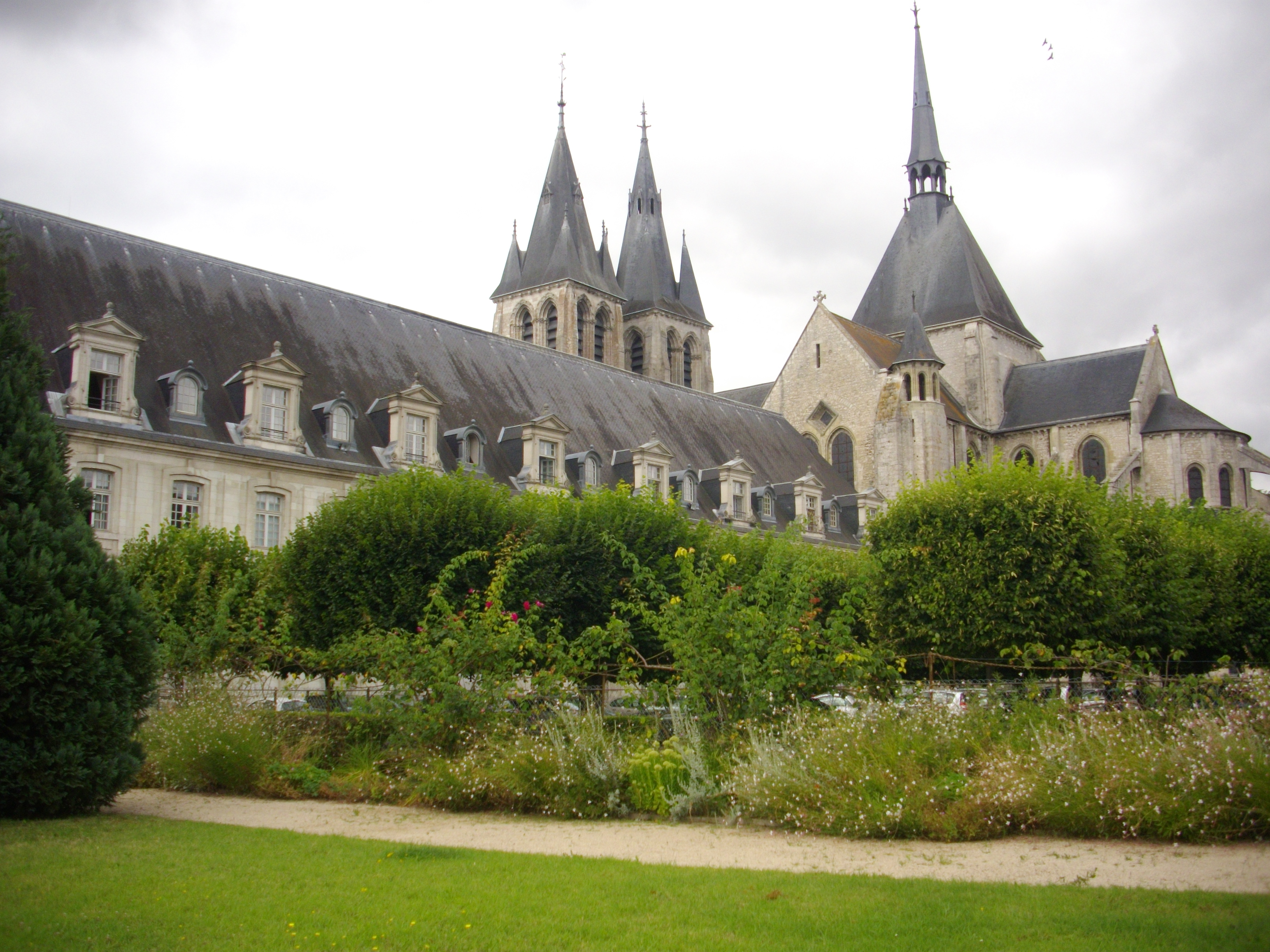
Abbaye Saint-Laumer de Blois où est inhumé Guy de Dampierre.

À sa mort, son fils aîné Archambaud hérite de la seigneurie de Bourbon, la plus importante, ainsi que de celle de Montluçon. Son fils puîné Guillaume hérite des seigneuries de Dampierre, de Saint-Dizier et de Moëslains. Quant à son fils cadet Guy, il hérite de la seigneurie de Saint-Just.
Quant au titre de connétable de Champagne, il sera porté successivement par ses deux fils aînés, Archambaud puis Guillaume.
Pour ce qui est du titre de vicomte de Troyes, il sera porté par son deuxième fils Guillaume,.

## Famille

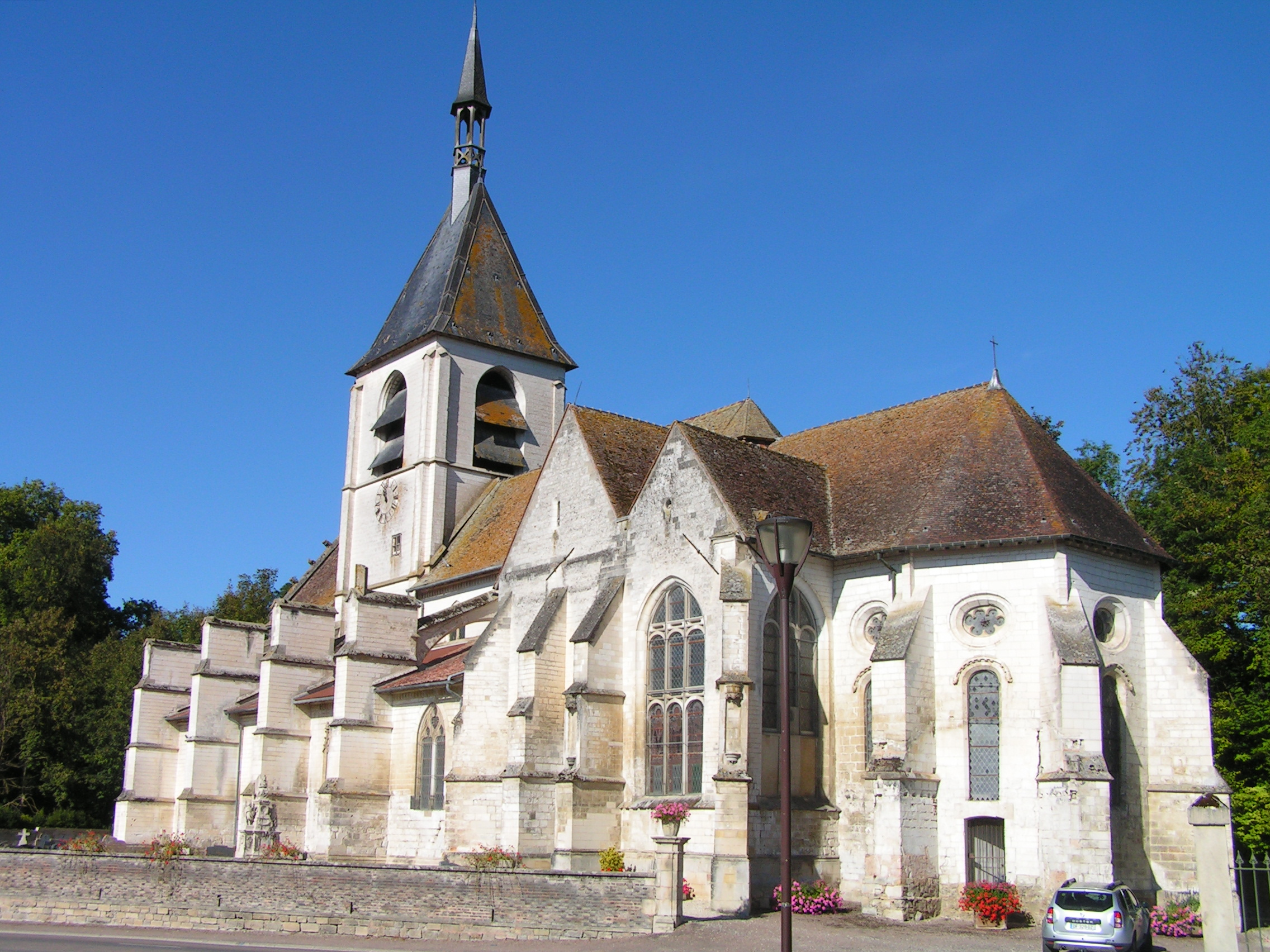
Église Saint-Pierre-et-Saint-Paul de Dampierre dont la reconstruction commence après le mariage de Guy de Dampierre avec Mathilde de Bourbon en 1196.

### Mariage et enfants
En 1196, il épouse Mathilde de Bourbon, dame de Bourbon, fille d'Archambaud de Bourbon et d'Alix de Bourgogne, divorcée de Gaucher IV de Mâcon, seigneur de Salins (dont elle avait une enfant : Marguerite de Salins), de qui naîtront sept enfants :
- Archambaud VIII de Bourbon, qui succède à sa mère comme seigneur de Bourbon. Fiancé ou marié enfant vers 1205 à Guigone Alix, fille de Guigues III de Forez, puis époux vers 1211 de Béatrice de Montluçon.
- Philippa-Mathilde de Dampierre, qui épouse Guigues IV, comte de Forez, fils de Guigues III, Comte de Lyon et de Forez, et d'Alix de Sully (fille de Gilon III plutôt que de son fils Archambaud IV de Sully), dont elle a deux enfants.
- Guillaume II de Dampierre, qui succède à son père comme seigneur de Dampierre.
- Guy III de Dampierre, qui succède à son père comme seigneur de Saint-Just.
- Marie de Dampierre, qui épouse Hervé II, seigneur de Vierzon, fils d'Hervé Ier, seigneur de Vierzon, et d’Éléonore de la Ferté-Imbaud, dont elle a deux enfants. Veuve, elle épouse en secondes noces Henri Ier de Sully, fils d'Archambaud IV, seigneur de Sully (héritiers d'une branche aînée et spoliée de la maison de Blois-Champagne), dont elle a un enfant.
- Jeanne de Dampierre.
- Marguerite de Dampierre.